# Pang Fengyue
Pang Fengyue (Dalian, 19 de janeiro de 1989) é uma futebolista profissional chinesa que atua como meia.

## Carreira
Pang Fengyue fez parte do elenco da Seleção Chinesa de Futebol Feminino, nas Olimpíadas de 2016. 